# Wolfgang Koenig

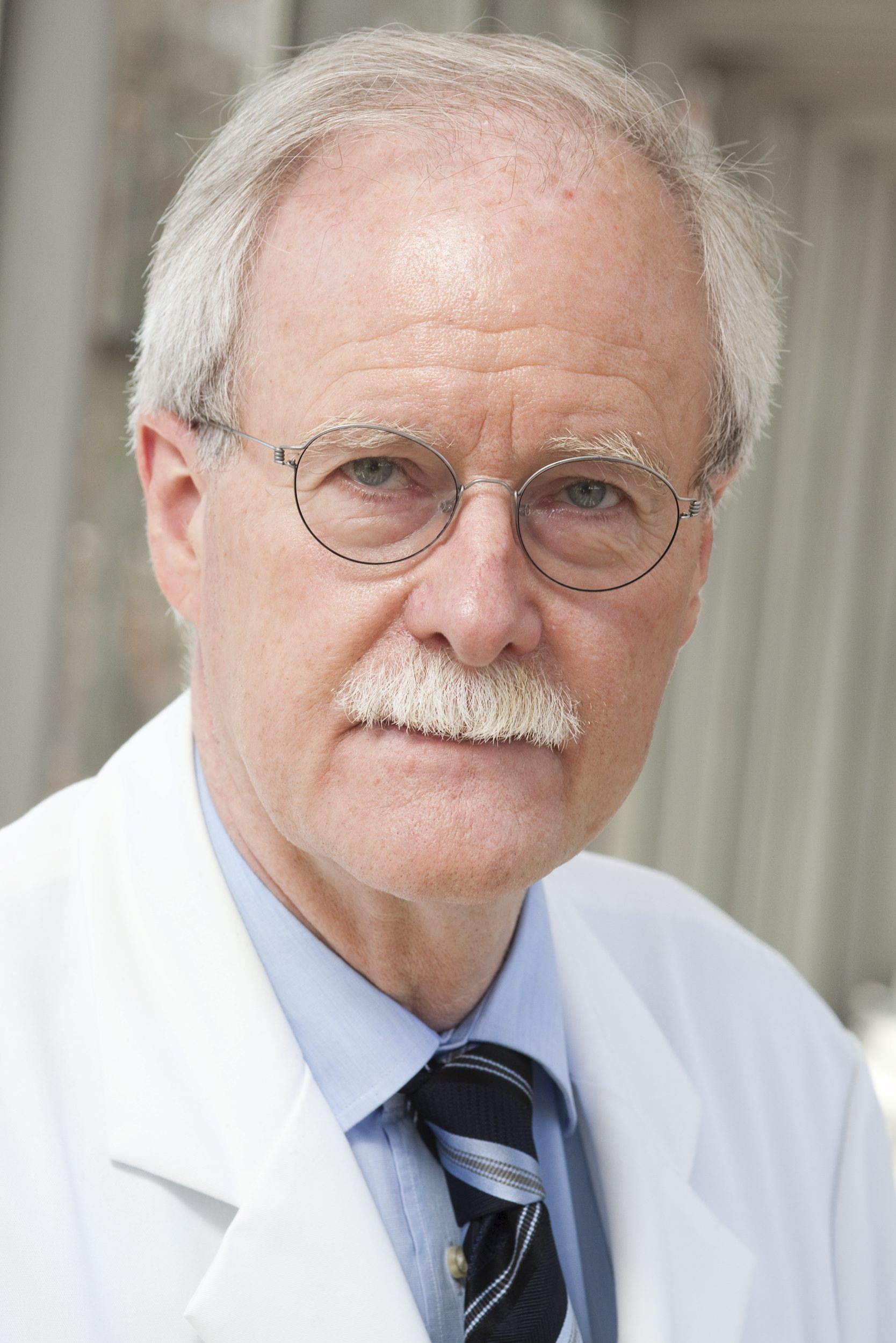
Wolfgang Koenig

Wolfgang Koenig (* 18. Dezember 1949 in Neuenbürg) ist ein deutscher Internist, Kardiologe und Universitätsprofessor. Er war bis 2015 als Oberarzt der Abteilung Innere Medizin II – Kardiologie, Angiologie, Pneumologie, Sport- und Rehabilitationsmedizin an der Medizinischen Klinik der Universität Ulm tätig und ist für seine Arbeiten auf dem Gebiet der Evaluation neuer Biomarker für kardiometabolische Erkrankungen unter Einschluss populationsbezogener Genomik sowie zum Zusammenhang zwischen Inflammation, Hämostase und Atherosklerose bekannt.

## Leben
Koenig studierte von 1969 bis 1975 Medizin an der LMU München. 1976 absolvierte er, ebenfalls in München, das amerikanische Staatsexamen  (ECFMG). 1976–1977 leistete er seine Zeit als Medizinalassistent am Städtischen Krankenhauses München-Schwabing ab, war danach bis 1980 als Assistenzarzt an der Klinik Höhenried für Herz- und Kreislaufkrankheiten der LVA Oberbayern in Bernried tätig, bevor er 1980 an der Universität Heidelberg promovierte. Bis 1983 arbeitete er als wissenschaftlicher Assistent an verschiedenen Instituten und war von 1983 bis 1986 Leiter des MONICA-Herzinfarktregisters der Weltgesundheitsorganisation (WHO) am Zentralklinikum Augsburg. 1986 wechselte Koenig an die Medizinische Klinik der Universität Ulm. Dort wurde er 1989 Arzt für Innere Medizin und führt ab 1992 die Zusatzbezeichnung Kardiologie. Im selben Jahr habilitierte er sich mit einem Thema einer Arbeit zu den Fließeigenschaften des Blutes mit dem Titel Blutrheologie: Zusammenhänge mit kardiovaskulären Risikofaktoren und der koronaren Herzkrankheit. 1998 wurde er zum außerplanmäßigen Professor ernannt und erlangte 2005 die Zusatzbezeichnung Internistische Intensivmedizin. 1995–2000 war Koenig Geschäftsführender Oberarzt der Medizinischen Klinik und Leiter der Notaufnahme, 2003–04 Leiter der Intensivstation und 2004–05 Leiter der Herzkatheterlabore. Koenig war bis Ende März 2015 Oberarzt der Abt. Innere Medizin II - Kardiologie der Medizinischen Universitätsklinik Ulm und leitete das dortige Biomarkerlabor sowie das „Klinische Studienzentrum“. Zum 1. April 2015 wechselte er an das Deutsche Herzzentrum München der Technischen Universität München, wo er vorwiegend wissenschaftlich tätig ist.

## Wissenschaftlicher Beitrag
Koenig leistete langjährige Forschungstätigkeit im Bereich der klinischen Epidemiologie kardiovaskulärer Erkrankungen (u. a. Aufbau des MONICA Augsburg Infarktregisters der WHO. Er lieferte grundlegende Beiträge zur Inflammationshypothese der Atherosklerose und zur Bedeutung hämostaseologischer Faktoren für die Atherogenese. sowie zur Genetik intermediärer Phänotypen der Atherosklerose.
Er ist Mitglied des Leitungsgremiums zahlreicher internationaler klinischer Studien zu innovativen kardiometabolisch aktiven Substanzen.

## Mit Drittmitteln bezuschusste Forschungsprojekte
Koenig warb umfangreiche Drittmittel für Wissenschaftsprojekte ein:
- European Union Contract QLK4-CT-2002-02236. AIRGENE: Air pollution and inflammatory response in myocardial infarction survivors: Gene-environment-interaction in a high risk group. Core laboratory for biomarkers. (03/2004 – 03/2007)
- European Collaborative Project on Inflammation and Vascular Wall Remodelling in Atherosclerosis (AtheroRemo) (HEALTH-2007-2.4.2-1) (06/2008 – 12/2013)
- Herz-Kreislaufnetz im NGFN. Inflammation and immune response in the pathogenes of type 2 diabetes and atherosclerosis: testing the common soul hypothesis (06/2004 – 05/2008)
- NGFN-Plus Consortium AtheroGenomics (06/2008 – 06/2014). Member of the CHARGE Consortium on GWAS of markers of inflammation and hemostasis.
- European Collaborative Project on Biomarkers for Cardiovascular Risk Assessment in Europe (BiomarCaRE): HEALTH.2011.2.4.2-2: Evaluation and validation studies of clinically useful biomarkers in prevention and management of cardiovascular diseases. Project no. 278913 (Leader WP 7) (10/2011 – to date). Member of the Steering Committee.

Gemeinsam mit B. Thorand, H. Kolb, S. Martin und C. Herder: DFG Anträge: Sind inflammatorische Prozesse und eine endotheliale Dysfunktion eine gemeinsame Ursache von Typ-2-Diabetes und Herzinfarkt?

## Mitgliedschaften in nationalen und internationalen wissenschaftlichen Vereinigungen
- Member of the New York Academy of Sciences (1981, gewählt)
- Member of the American College of Epidemiology (1988, gewählt)
- Member of the German Cardiac Society/ Dt. Ges. für Kardiologie/ Herz- und Kreislaufforschung
- Member of the American Heart Association
- Member of the American Society of Hypertension
- Member of the Royal Society of Medicine (Edinburgh) (1993, gewählt)
- Fellow of the European Society of Cardiology, FESC (1997, gewählt)
- Fellow of the American College of Cardiology, FACC (1998, gewählt)
- Sprecher der Arbeitsgruppe Klinische Epidemiologie der Deutschen Gesellschaft für Kardiologie (1999–2002)
- Clinical Hypertension Specialist of the European Society of Hypertension (2002, gewählt)
- Hypertensiologe DHL (2004, gewählt)[35]
- Fellow of the Royal College of Physicians (Edinburgh), FRCP (2005, gewählt)
- Fellow of the American Heart Association, FAHA (2006, gewählt)

## Gutachtertätigkeiten
Koenig ist als Gutachter für zahlreiche medizinische Fachzeitschriften sowie nationale und internationale Forschungseinrichtungen tätig. Er ist Mitglied im Editorial Board von "Clinical Chemistry” und “Atherosclerosis" und war von 2007 bis 2014 Associate Editor von “Atherosclerosis”.

## Ehrungen und Auszeichnungen
- 2014 Verleihung der Rudolf Schönheimer Medaille[36] der Deutschen Gesellschaft für Atheroskleroseforschung[37]
- 2015 Honorary Award, Lecture on Epidemiology der Deutschen Gesellschaft für Kardiologie

## Publikationen
Koenig ist Autor und Co-Autor von mehr als 600 Veröffentlichungen und mehr als 500 Vorträgen/Postern auf den Gebieten klinische Kardiologie, kardiovaskuläre Pharmakologie, klinische Epidemiologie, Herz-Kreislaufepidemiologie, Hypertension und Genetik kardiovaskulärer Erkrankungen
Publikationsliste auf ResearchGate
Publikationsliste auf PubMed (nicht vollständig)